# Matakohe

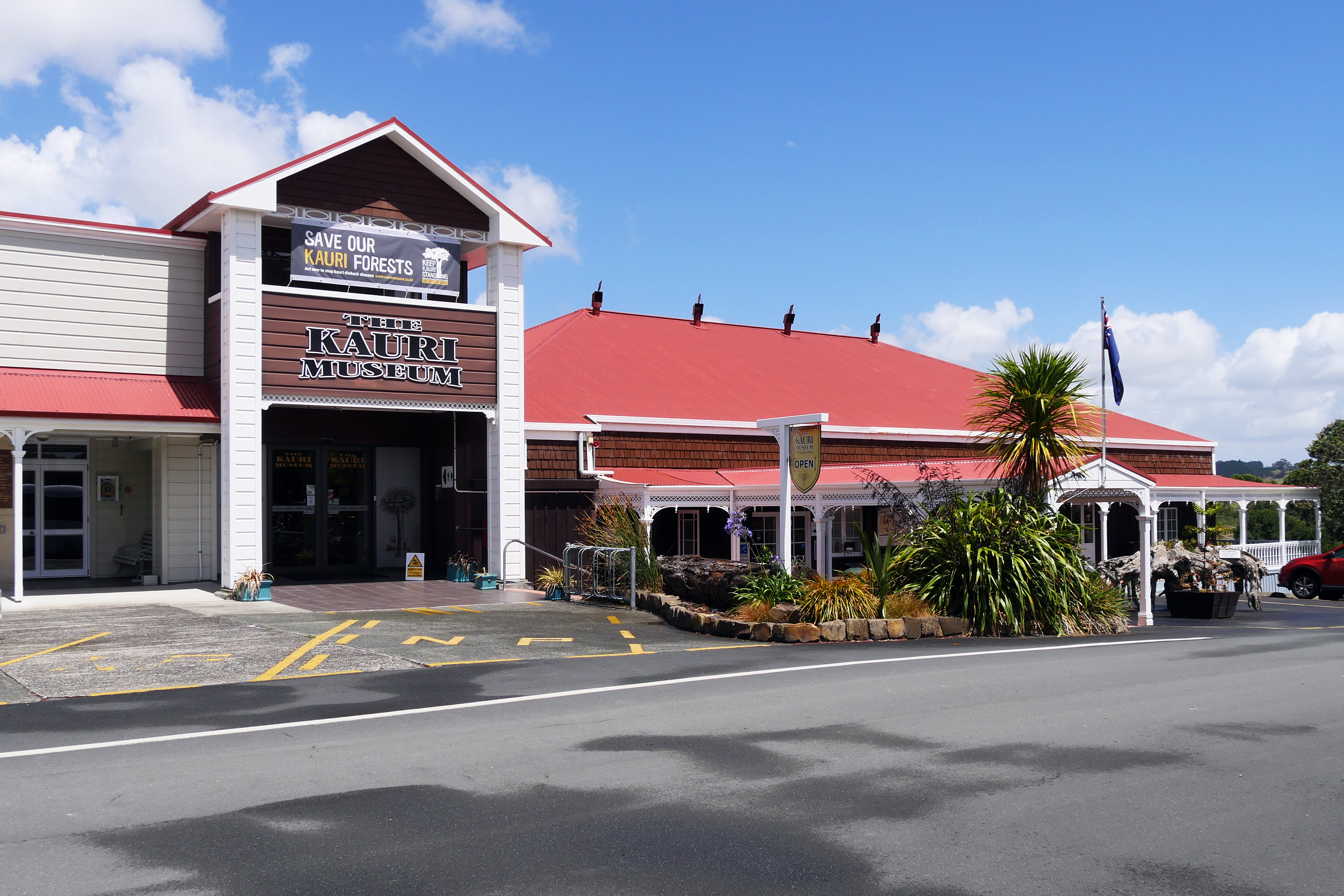
The Kauri-Museum

Matakohe ist eine kleine Siedlung im Kaipara District der Region Northland auf der Nordinsel von Neuseelands.

## Geographie
Die Siedlung befindet sich rund 35 km südöstlich von Dargaville am Matakohe River, einem Nebenfluss des Arapaoa River, der in den Kaipara Harbour mündet. Die Hukatere Peninsula erstreckt sich von Matakohe ausgehend in südöstlicher Richtung und begrenzt den nordöstlichen Teil des Kaipara Harbour.
Der New Zealand State Highway 12 führt nördlich an Matakohe und verbindet die Siedlung mit Ruawai, rund 15 km westlich und Paparoa, rund 6 km nordöstlich.

## Geschichte
Das Gebiet um Matakohe wurde erstmals 1863 von Europäern besiedelt, als Angehörige der religiösen Gruppe der Albertlander in Neuseeland eintrafen. Das Land wurde durch Brandrodung für Anbauflächen und Weiden urbar gemacht. Eine monatliche, später wöchentliche Schiffsverbindung brachte Post und es wurde eine Straße nach Paparoa gebaut. 1881 wurde in Matakohe für die Dampfschiffe der mit 440 m längste Kai im Kaipara Harbour gebaut. Die Minnie Casey bediente Matakohe in den 1880er Jahren, die S.S. Ethel, danach die S.S. Tangihua in den 1890er Jahren.
Die Gewinnung von fossilem Kauri-Harz kam um Matakohe in den Jahren zwischen 1867 und 1970 auf. Eine Flachsmühle zur Verarbeitung von Neuseelandflachs wurde 1870 errichtet. Sie arbeitete jedoch nicht wirtschaftlich und wurde bald in ein Sägewerk umgewandelt. Dieses wurde in den 1880er Jahren durch ein größeres Sägewerk ersetzt, das 1906 niederbrannte.
1902 gab es zwei Pensionen, eine Bibliothek, Läden und ein Lagerhaus, eine Kirche und eine Schule.
Im frühen 20. Jahrhundert gewann die Milchwirtschaft an Bedeutung. Der Anbau von Äpfeln war anfangs erfolgreich, wurde aber um 1935 wegen der Great Depression und Missmanagement wieder aufgegeben. 1920 waren das gesamte Straßennetz der Siedlung und seiner Umgebung, von über 85 km mit Schotter versehen und befestigt. Hierfür nutzte man die örtlichen Kalksteinvorkommen. Die Verbindung nach Dargaville wurde durch eine 1927 eröffnete Straße über Ruawai verbessert, die die alte, weiter im Landesinneren verlaufende Straße ersetzte.

## Bevölkerung
In den 1890er Jahren stieg die Bevölkerung der Siedlung von 93 auf 231 und die Gemeinde wurde als „bedeutendster Ort im Otamatea County“ bezeichnet. 1906 stieg die Einwohnerzahl auf 264 und sank danach bis 1921 auf 141 Einwohner. Zum Zensus des Jahres 2013 zählte das Dorf 63 Einwohner.

## Bildungswesen
Die Matakohe School in der Siedlung ist eine koedukative Grundschule für die 1. bis 8. Klasse. Im Jahr 2016 zählte die Schule 65 Schüler. In Matakohe gab es ab 1870 eine Schule. Sie nutzte anfangs einen Vorraum der Kirche und zog dann in den Kirchenraum, während ein Schulgebäude errichtet wurde.

## Sehenswürdigkeiten
Das Kauri Museum in Matakohe ist der Geschichte der auf dem Einschlag von Kauribäumen basierenden Holzindustrie der Gegend gewidmet.

## Persönlichkeiten
- Joseph Gordon Coates (1878–1943), Politiker (Reform Party) und 21. Premierminister Neuseelands, wurde auf der Hukatere Peninsula geboren und besuchte in Matakohe die Schule.

## Fotogalerie

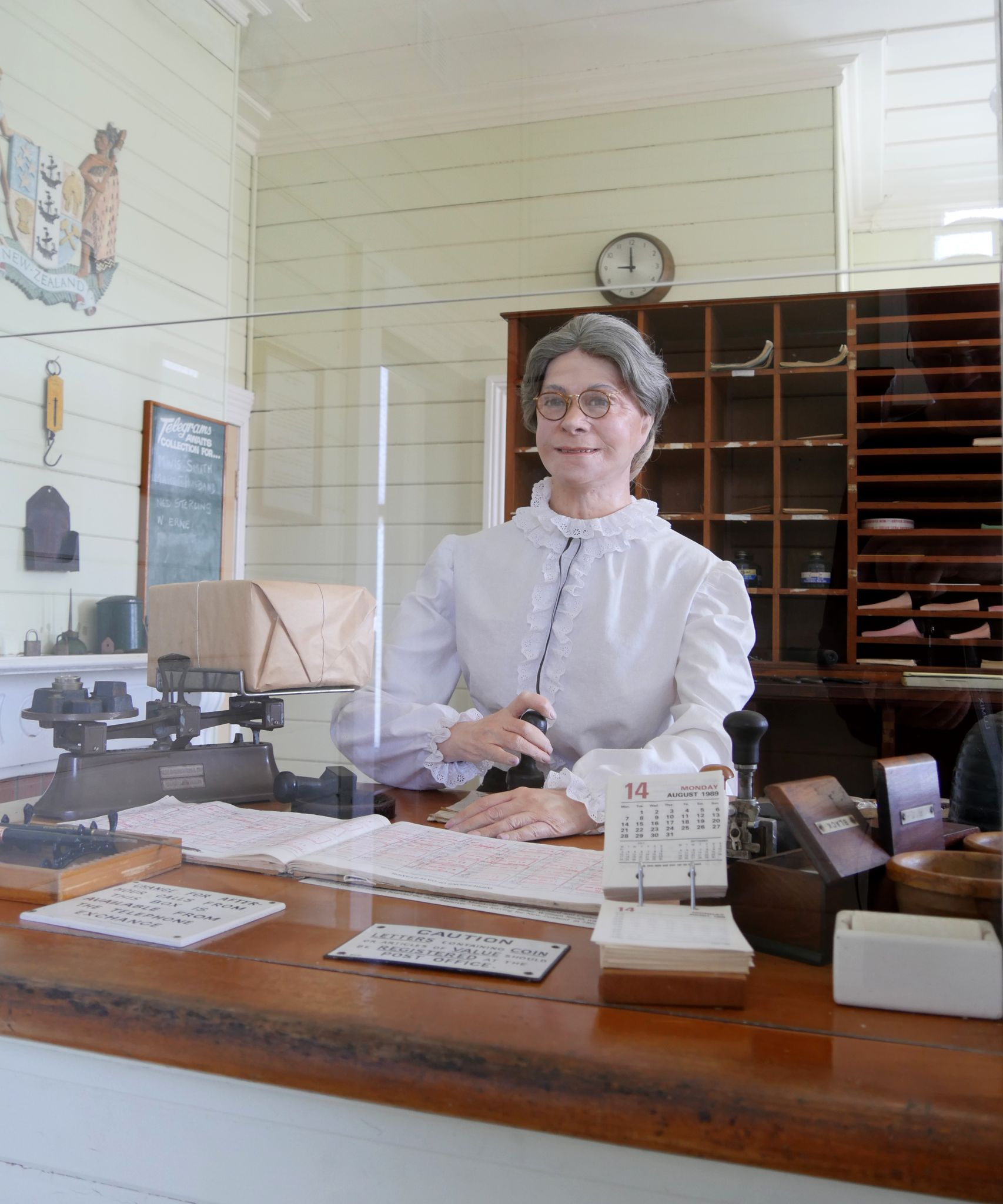
Postschalter im ehemaligen Postamt
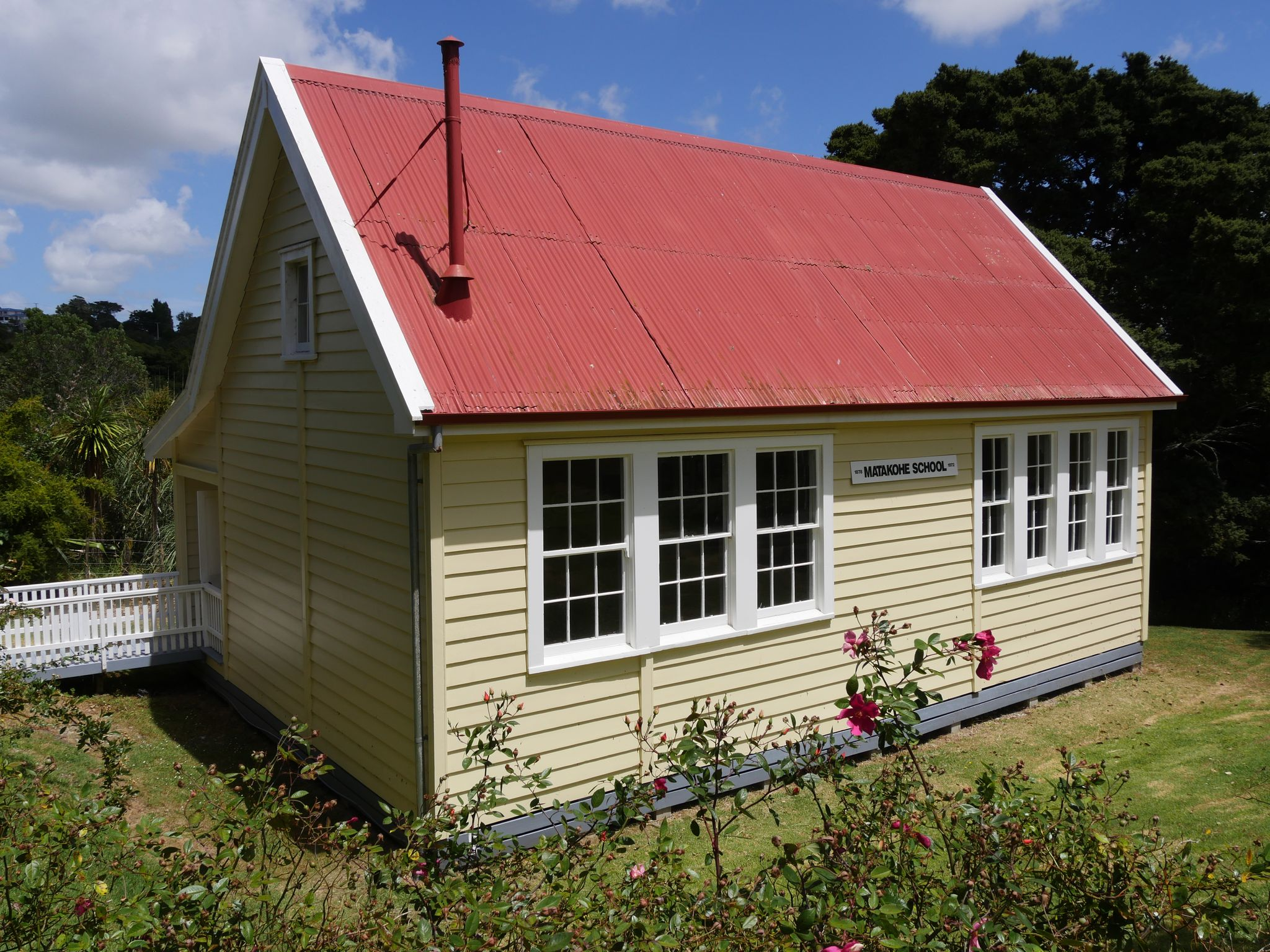
Altes Schulgebäude
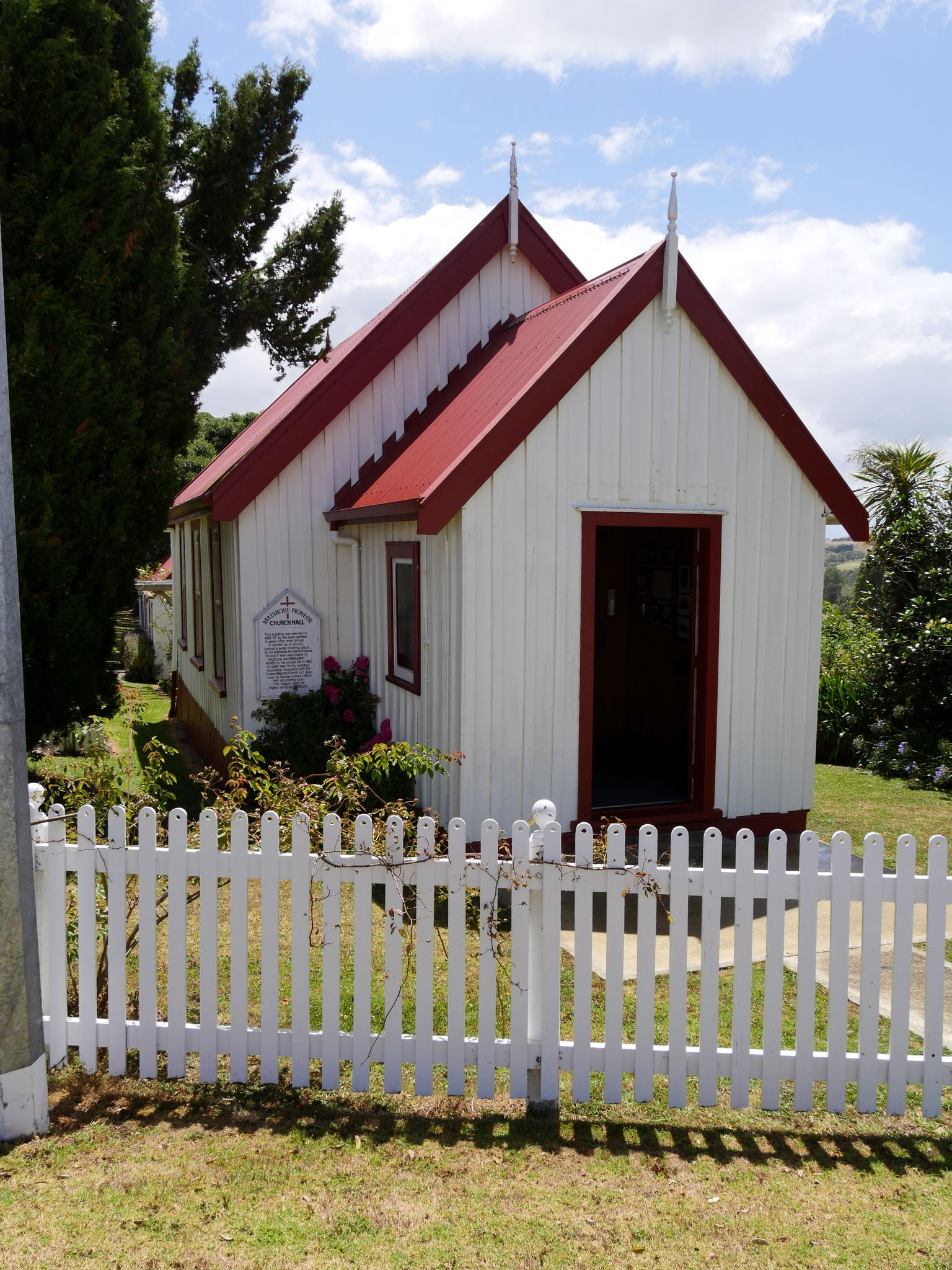
Matakohe Pioneer Church Hall
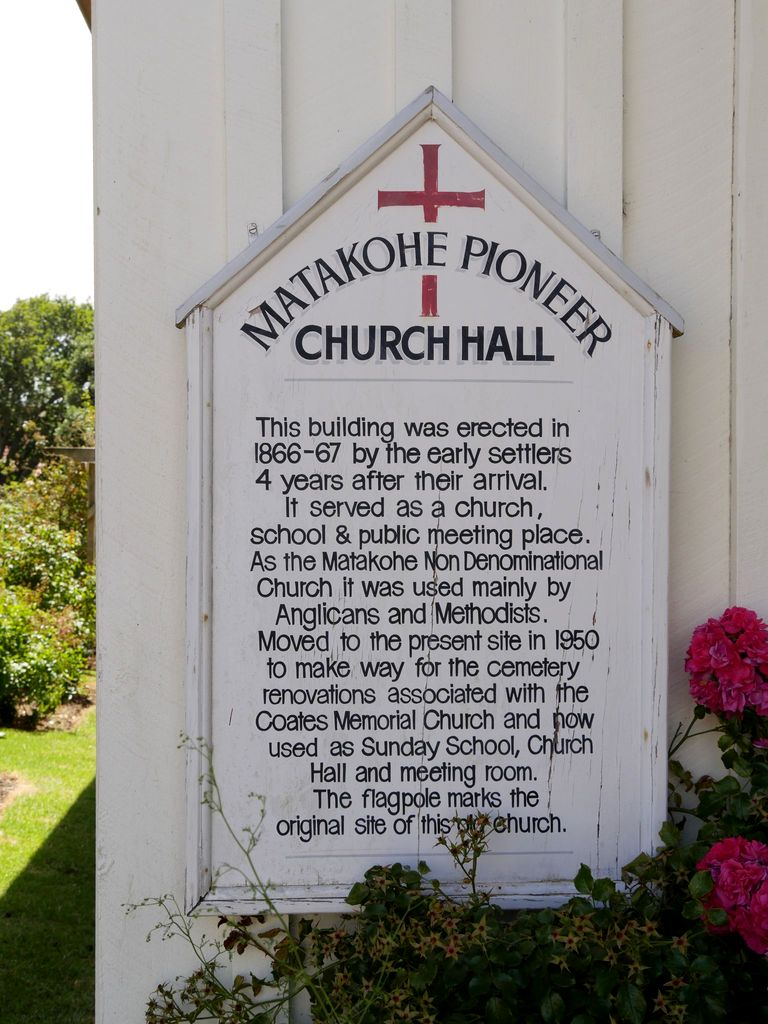
Infotafel über die Kirche